# Винарни Бинти Сламет
Вина́рни бинти Сламе́т (индон. Winarni Binti Slamet; 19 декабря 1975, Прингсеву, Лампунг, Индонезия) — индонезийская тяжелоатлетка, бронзовая призёрка летних Олимпийских игр 2000 года. Чемпионка мира 1997 года.

## Спортивная биография
Самым крупным успехом в карьере Сламет стала бронзовая медаль на летних Олимпийских играх 2000 года в категории до 53 кг. После трёх попыток в рывке с результатом 90 кг Винарни занимала третье место, уступая лидирующей представительнице Китайского Тайбэя Ли Фэнъин 8 кг. В толчке индонезийская спортсменка сумела поднять 112,5 кг. В сумме, после двух попыток, у Сламет получилось 202,5 кг, что позволило ей стать бронзовой медалисткой игр.
Также на счету Сламет есть две медали мировых первенств. В 1997 году на чемпионате мира в Чиангмае с результатом 185,0 кг Винарни стала чемпионкой мира. Такой же результат показала и болгарская спортсменка Изабела Драгнева, но её собственный вес оказался больше и она осталась лишь второй. В 1999 году Сламет вновь смогла подняться на пьедестал чемпионата мира. В категории до 53 кг Винарни стала обладательницей серебряной награды.